# Avenida Boa Viagem
Avenida Boa Viagem é um logradouro do município do Recife, Pernambuco. Trata-se de uma das avenidas mais importantes da capital pernambucana. Fazem parte de seu percurso os bairros de Boa Viagem e do Pina. Percorre todo o litoral na praia de Boa Viagem. Inicia-se na avenida Herculano Bandeira e termina na divisa do Recife com o município de Jaboatão dos Guararapes.

## História
A Avenida Boa Viagem começou a existir no início do século XX. Antes era uma estrada sem estrutura adequada, utilizada por pescadores. Para ligar as praias da zona sul, foi construída uma rua de ligação, que chegava até a praia, no Pina. A abertura dessa nova avenida ocorreu em 1924, e uma nova área do Recife passou a ser descoberta pela sua população.
Acompanhando todo seu percurso, no final do Século XX, foi construído um calçadão de 6.800 metros, todo marcado, que atrai a população para seu lazer. É frequentado dia e noite. Ao longo de seu percurso há quiosques e chuveiros públicos.

## Importância
As mudanças ocorridas no bairro de Boa Viagem a partir da abertura da avenida transformaram-no no bairro mais rico da Zona Sul do Recife e um dos mais importantes. Hoje, ligando toda a orla sul recifense, pela avenida trafegam diariamente 18 mil carros. No entanto, não é o mais desenvolvido, em razão da existência de favelas em sua área.
Toda a avenida Boa Viagem é utilizada, nos finais de ano, para o Reveillon, já tradicional, frequentado por uma população de milhares de pessoas.

## Edificações
Toda a Avenida Boa Viagem, em seu lado oeste, é tomada por edificações as mais variadas, sendo mais frequentes os edifícios altos. Mas há algumas que se destacavam, como a Casa Navio, o Edifício Acaiaca, o Castelinho, o Edifício Caiçara. 